# سیارک ۲۵۴۵
سیارک ۲۵۴۵ (به انگلیسی: 2545 Verbiest، نامگذاری:1933BB) دو هزار و پانصد و چهل و پنجمین سیارک کشف شده‌است که در ۲۶ ژانویه ۱۹۳۳ کشف شد.
قدر مطلق سیارک برابر ۱۳٫۰۰ است.